# Moncoutant
Moncoutant korábbi község Franciaország Új-Aquitania régiójában, Deux-Sèvres megyében.
Lakosainak száma 3161 fő (2018. január 1.). Moncoutant Le Breuil-Bernard, Chanteloup, Courlay, La Forêt-sur-Sèvre, Moutiers-sous-Chantemerle, Pugny és Saint-Jouin-de-Milly községekkel határos.
2019. január 1-jén öt másik korábbi községgel egyesült és az így létrejött Moncoutant-sur-Sèvre új község része lett.

## Népesség
A település népességének változása:
| Lakosok száma | 3159 | 3161 | 3297 | 3166 | 3161 |
|               | 2013 | 2015 | 2016 | 2017 | 2018 |